# 尤尼昂鎮區 (印第安納州蒂珀卡努縣)
尤尼昂鎮區（英語：Union Township）是位於美國印第安納州蒂珀卡努縣的一個行政鎮區。

## 地方資料
根據2010年美國人口普查的數據，尤尼昂鎮區的面積為70.80平方千米，當中陸地面積為70.20平方千米，而水域面積為0.60平方千米。當地共有人口1610人，而人口密度為每平方千米22.74人。